# باسوه
باسوه (به فرانسوی: Bassuet) یک کمون (فرانسه) در فرانسه است که در canton of Heiltz-le-Maurupt واقع شده‌است. باسوه ۸٫۴۲ کیلومتر مربع مساحت دارد.